# マグノックス (企業)
マグノックス（英語: Magnox Ltd）はイギリスの原子炉廃炉の施設許可会社（Site Licence Company、SLC）。2004年エネルギー法の下での原子力遺構への対処のために特別に設置された原子力廃止措置機関（NDA）の契約下で運営されている。NDAから母体組織（Parent Body Organisation）に指名されたエネルギーソリューションズの傘下となっている。
マグノックス社はイギリス国内にあるバークレー、ブラッドウェル、チャペルクロス、ダンジネスA、ヒンクリー・ポイントA、ハンターストンA、オールドベリー、サイズウェルA、トロースフィニッド、ウィルファの10箇所のマグノックス炉原子力発電所の運営と廃炉に責任を持っている。これらに加えてトロースフィニッドの発電所の一部としてマイントゥログで水力発電所を運用している。ウィルファが2015年に予定通り停止したことで、マグノックス炉は全て運転終了となった。
コールダーホール原子力発電所は別の施設許可会社、セラフィールド社が管理するセラフィールドの施設内にあるため、マグノックス炉で唯一マグノックス社の運営外にある。

## 歴史
マグノックス社の前身はマグノックス・エレクトリックであり、この企業は1996年にイングランド・ウェールズ地域の原子力資産を持つニュークリア・エレクトリックとスコットランド地域の原子力資産を持つスコティッシュ・ニュークリアからマグノックス資産の所有権を取得するため設立された。この2社に残った7機の改良型ガス冷却炉施設と1機の加圧水型原子炉施設は別の企業ブリティッシュ・エナジーに移管され、1996年に民営化された。1998年1月、マグノックス・エレクトリックは別の国有企業である英国核燃料会社の子会社となり、BNFLマグノックス発電として運営された。
2005年のイギリスの原子力産業の再編に続いて、BNFLのマグノックス施設は新設された原子力廃止措置機関(NDA)に移行した。BNFLはNDAの代理としてマグノックス・エレクトリックを運用・管理するために、新しい子会社として原子力施設運営社を設立した。
2007年6月、BNFLは原子力施設運営社を新設されるアメリカ企業エネルギーソリューションズに売却、マグノックス施設の運用・管理の責任も同社に移動した。
2008年10月1日、マグノックス・エレクトリックは発電所の位置に基づいて、チャペルクロス、ハンターストンA、オールドベリー、トロースフィニッド、ウィルファを運営するマグノックス・ノースとバークレー、ブラッドウェル、ダンジネス、ヒンクリー・ポイントA、サイズウェルを運営するマグノックス・サウスの2社に分離した。両企業はRSMCによる運営を引き継いだ。
2011年1月、費用削減とすべての施設でのベストプラクティスの共有・発展のため、マグノックス・ノースとマグノックス・サウスを再統合してマグノックス社とすることが決定された。

## 註
1. ↑  “About Us” (英語).   マグノックス. 2014年5月10日閲覧。
2. ↑  “Wylfa continues to 2015”.  Nuclear Decomissioning Authority. 2015年9月22日閲覧。
3. ↑  “Merger creates nuclear giant” (英語).  BBCニュース (1997-23-23). 2014年5月10日閲覧。
4. ↑  “BNFL sells Reactor Sites Management Company to EnergySolutions” (英語).   Business Sale Report (2007年1月15日). 2014年5月10日閲覧。
5. ↑  “Magnox Electric Limited Split in Two” (英語).  原子力廃止措置機関 (2009年10月1日). 2014年5月10日閲覧。
6. ↑  “Magnox Limited” (英語).   マグノックス. 2014年5月10日閲覧。